# Kim Hunter
Kim Hunter, född Janet Cole den 12 november 1922 i Detroit, Michigan, död 11 september 2002 i New York, var en amerikansk skådespelerska.
På scen sedan 17 års ålder gjorde hon en mycket lovande filmdebut 1943 i Det sjunde offret. År 1947 gjorde hon rollen som Stella Kowalski i Broadwayuppsättningen av Linje Lusta. År 1951 upprepade hon rollen på film och belönades med en Oscar för bästa kvinnliga biroll.
Kort därefter dök hennes namn upp i en broschyr över misstänkta kommunistsympatisörer och Hunter svartlistades av film- och TV-industrin under flera år framåt. Därefter filmade hon endast sporadiskt.

## Filmografi i urval
- 1943 – Det sjunde offret
- 1943 – Kärlekskamrater
- 1944 – A Canterbury Tale
- 1944 – Gift med en främling
- 1945 – Och då kom du
- 1946 – Störst är kärleken
- 1951 – Linje Lusta
- 1952 – Storstadsmarodörer
- 1952 – Anything Can Happen
- 1956 – Storm Center
- 1957 – Hetsig ungdom
- 1958 – Farligt uppdrag i västern
- 1964 – Lilith
- 1968 – Apornas planet
- 1968 – Avslöjad
- 1970 – Bortom apornas planet
- 1971 – Flykten från apornas planet
- 1971 – Så dog Jennifer
- 1974 – Stygge Roland
- 1987 – Dödligt arv
- 1993 – Mord i familjen
- 1997 – Midnatt i ondskans och godhetens trädgård
- 1998 – Illusion av lycka
- 1999 – Blue Moon